# Ocotea olivacea
Ocotea olivacea är en lagerväxtart som beskrevs av A. C. Smith. Ocotea olivacea ingår i släktet Ocotea och familjen lagerväxter. Inga underarter finns listade i Catalogue of Life.